# Gmina Rudnik nad Sanem
Die Gmina Rudnik nad Sanem (bis 1997 Gmina Rudnik) ist eine Stadt-und-Land-Gemeinde im Powiat Niżański der Woiwodschaft Karpatenvorland in Polen. Ihr Sitz ist die gleichnamige Stadt mit etwa 6700 Einwohnern.

## Geographie
Die Gemeinde grenzt im Nordosten an die Stadt-und-Land-Gemeinde Ulanów und liegt 40 Kilometer nordöstlich von Rzeszów. Zu den Gewässern gehört der Fluss San.

## Gliederung
Zur Stadt-und-Land-Gemeinde (gmina miejsko-wiejska) Rudnik gehören neben der namensgebenden Stadt vier Dörfer mit einem Schulzenämtern (sołectwa):
Chałupki, Kopki, Przędzel und Kolonia.